# حميد الشاعري
حميد الشاعري (29 نوفمبر1961 -)، مغني وموسيقار ليبي/ مصري. ولد لأب ليبي وأم مصرية ويحمل الجنسيتين المصرية والليبية، حيث نشأ في أسرة تشمل خمسةَ عشرَ أخاً وأخت، إضافةً إلى ثلاثِ زوجات للأب -خلافاً لأمِه، توفيت أمه وهو لم يتجاوز الثالثة عشر من العمر.
كان في أول مراحله هاوياً حيث اعتاد إقامة الحفلات بمدينة بنغازي. وفي الثلث الأخير من السبعينيات انضم حميد الشاعري إلى فرقة الإذاعة الليبية كعازف أورج ولكن لم يدم انضمامه إلى فريق الإذاعة طويلاً فقد فارق الشاعري الفريق إثر خلافات حادة في وجهات النظر نشبت فيما بين الجانبين. شارك أيضاً حميد الشاعري في إنشاء فريق غنائي تحت اسم أبناء أفريقيا يضم عدد من المغنيين الأفريقية والعربية، ولكن لم يستمر الفريق.
كان حميد طالباً في معهد الطيران حيث أرسله والده لاستكمال دراسته في بريطانيا، قام هناك بتأجير الساعات في الاستوديهات الإنجليزية لأجل تسجيل أوائل أعماله الموسيقية والغنائية.
من أهم المنتجين الذين تعامل معهم حميد الشاعري كلٌ من المنتجَين هاني ثابت وكمال علما، أصحاب شركة سونار والتي من خلالها قدم حميد أول أعماله الغنائية والموسيقية بعد فترة من انتقاله إلى مصر وبالتحديد إلى مدينة الإسكندرية حيث يستقر أبيه وأقاربه من جهة الأم، ولكن كان والده يرفض عمل ابنه في المجال الموسيقيِ.
فشل حميد الشاعري في أول تجاربه الموسيقية في مصر، حيث لم يحقق ألبومه الأول ألبوم عيونها والذي أطلقته شركة سونار أي نجاح علي الإطلاق، ثم تم إصدار ألبوم ثانٍ لحميد الشاعري وهو ألبوم رحيل وليحقق هذا الألبوم نجاحً مدويً خاصةً على الساحة المصرية، وسرعان ما تلاها بألبوم ثالث ألبوم سنين، ثم ألبومات أخرى من أمثال ألبوم جنة وألبوم شارة وألبوم حكاية.
حميد الشاعري متزوج وله أربعة أبناء نديم، نوح، نبيلة، ونورة. ألّف عدة أغاني بعد نشوب الاحتجاجات الليبية سنة 2011 تغنى بها بالمعارضين لنظام القذافي.

## التوزيع الموسيقي
قد قام الشاعري بالتوزيع الموسيقي الكامل لأغلب الألبومات الغنائية الصادرة في الفترة التي امتدت من أوائل الثمانينات إلى أن تم إيقافه عن ممارسة العمل الموسيقيِ في العام 1991 حيث كان حميد في ذروة نجاحاته.

## التلحين
أما على صعيد التلحين فقد خص حميد الشاعري أغنية «الطريق» والتي تغنى بها محمد منير، لتكن أول ألحانه في مصر، حيث التقى حميد ومنير أول مرة عند تعاقدهما مع شركة سونار للإنتاج الفني.
التقى حميد الشاعري ومحمد منير مرة أخرى في ألبوم أكيد لحميد الشاعري والذي صدر في العام 1986، بحيث كان اللقاء في الأغنية الرئيسية للألبوم والتي حملت عنوان أكيد، من كلمات الشاعر عبد الرحمن أبو سنة وألحان وتوزيع حميد الشاعري.
توقف حميد عن التلحين، ولكن وبعد عدة أشهر وفي العام 2007 عاد حميد الشاعري بلحنين جديدين لمناسبتين سنويتين، الأولى هي عيد الأم والتي أصدر فيها لحن أغنية أمي ثم أمي للشاعر الغنائي أيمن بهجت قمر، أما المناسبة الثانية فكانت أعياد سيناء ليصدر حميد فيها لحناً ثانياً بعنوان سينا وأيضاً من كلمات الشاعر الغنائي أيمن بهجت قمر.

## نقد
توجه الإتهامات لحميد الشاعري في إفساد للذوق العام، والتعدي على التراث، وإغراق الساحة الغنائية بأصوات شابة غير صالحة للغناء، وكذلك الانتقادات لمظهره الخارجي فقد اعتاد الشاعري الظهور بالملابس الرياضية سواء في حفلاته أو حتى في اللقاءات التلفيزيونية المتكررة.
من أشد المخالفين لحميد الشاعري وأشدهم معارضةً له والذي قد طفت معارضته على المستوي الإعلامي بشكل ظاهر وبينْ هو الملحن المصري حلمي بكر، والذي قد مثّل في ذاك الوقت فريق المدافعين عن التراث الموسيقي العربي ضد القادمين الجدد والذين مثلهم حميد الشاعري، بحيث تعددت أسباب رفض حلمي بكر لوجود حميد على الساحة منطلقاً من أن حميد الشاعري هو موسيقيِ غير أكاديمي (غير دارس)، ولكن وعلى الجانب الآخر فقد رأى حميد الشاعري بأن فطرته الموسيقية هي أهم ما يميزه لتنتهي هذه المعركة الإعلامية بلقاء جمع بين الطرفين في أوبريت الحلم العربي والذي بتوّهِ جمع بين العديد من النجوم العرب في ذاك الوقت.

## أعماله السينمائية
شارك في العام 1995 في فيلم من إخراج خيري بشارة وحمل اسم «قشر البندق»، وقد شارك في الفيلم جمع كبير من الفنانيين منهم: محمود ياسين، حسين فهمي، محمد هنيدي، ماجد المصري، عبلة كامل وعلاء ولي الدين، كما شارك حميد الشاعري في فيلم يحمل اسم «أيظن» بعد غياب تجاوز العشر سنوات عن شاشات السينما.

## ألبوماته الغنائية

ملصق ألبوم "أكيد"

| اسم الألبوم | الوصلة الخاصة بصفحة الألبوم | تاريخ الإصدار |
| عيونها      | ألبوم عيونها                | 1983          |
| رحيل        | ألبوم رحيل                  | 1984          |
| سنين        | ألبوم سنين                  | 1985          |
| أكيد        | ألبوم أكيد                  | 1986          |
| جنه         | ألبوم جنة                   | 1988          |
| شارة        | ألبوم شارة                  | 1989          |
| حكاية       | ألبوم حكاية                 | 1990          |
| العالم قام  | ألبوم العالم قام            | 1991          |
| كواحل       | ألبوم كواحل                 | 1991          |
| چيل ميوزيك  | ألبوم جيل ميوزيك            | 1993          |
| لوين        | ألبوم لوين                  | 1994          |
| هدوء مؤقت   | ألبوم هدوء مؤقت             | 1994          |
| قشر البندق  | ألبوم قشر البندق            | 1995          |
| صديق        | ألبوم صديق                  | 1995          |
| عيني        | ألبوم عيني                  | 1997          |
| غزالي       | ألبوم غزالي                 | 2000          |
| روح السمارة | ألبوم روح السمارة           | 2006          |
| أنا بابا    | ألبوم أنا بابا              | 2020          |

## وصلات خارجية
- حميد الشاعري على موقع ميوزك برينز (الإنجليزية)
- حميد الشاعري على موقع ديسكوغز (الإنجليزية)